# VM i skak 1910 (Lasker-Schlechter)
VM i skak 1910 var en match mellem den regerende mester, Emanuel Lasker fra Tyskland, og udfordreren Carl Schlechter fra Østrig-Ungarn. Matcen blev afviklet i Wien, Østrig-Ungarn og Berlin, Tyskland i perioden 7. januar – 10. februar 1910. Matchen var over ti partier. Det er ikke helt klart, hvilke matchregler, der har været, men Lasker bevarede titlen ved at opnå uafgjort 5 – 5. Senere samme år forsvarede han sin i en match mod David Janowski.

## Matchregler
Matchen blev spillet over ti partier. Det er ikke helt klart, hvad betingelserne har været. Som det fremgår af matchforløbet, spillede Schlechter hårdt på gevinst i 10. parti, hvor han kunne nøjes med uafgjort for at vinde 5½ – 4½. Det menes, at der har været en skjult klausul om, at udfordreren skulle vinde med to for at overtage titlen. Dette krav havde Lasker også senere, da han i 1911 blev udfordret til en match af José Raúl Capablanca, hvilket var medvirkende til at forhandlingerne strandede.
I samtiden mente man dog, at Schlechters gevinstforsøg skyldtes, at han ikke ville være verdensmester på en enkelt fejl, begået af Lasker i femte parti, men reelt ville vinde mesterskabet.

## Styrkeforholdet inden matchen
Lasker havde – med pauser, hvor han plejede sin karriere som matematiker – været dominerende i verdensskakken og siddet på verdensmestertitlen, siden han erobrede den fra Wilhelm Steinitz ved en match i 1894.
Schlechter havde været at regne blandt verdens fem-ti bedste siden turneringen i Wien 1898. Blandt hans bedste resultater var en delt sejr i Wien i 1908.

## Matchresultat
| VM matchen Lasker-Schlechter, 1910 | VM matchen Lasker-Schlechter, 1910 | VM matchen Lasker-Schlechter, 1910 | VM matchen Lasker-Schlechter, 1910 | VM matchen Lasker-Schlechter, 1910 | VM matchen Lasker-Schlechter, 1910 | VM matchen Lasker-Schlechter, 1910 |
| Parti                              | Dato (1910)                        | Hvid                               | Sort                               | Resultat                           | I alt Lasker                       | I alt Schlechter                   |
| ---------------------------------- | ---------------------------------- | ---------------------------------- | ---------------------------------- | ---------------------------------- | ---------------------------------- | ---------------------------------- |
| 1                                  | 7. januar                          | Schlechter                         | Lasker                             | ½ – ½                              | ½                                  | ½                                  |
| 2                                  | 13. januar                         | Lasker                             | Schlechter                         | ½ – ½                              | 1                                  | 1                                  |
| 3                                  | 15. januar                         | Schlechter                         | Lasker                             | ½ – ½                              | 1½                                 | 1½                                 |
| 4                                  | 18. januar                         | Lasker                             | Schlechter                         | ½ – ½                              | 2                                  | 2                                  |
| 5                                  | 21. januar                         | Schlechter                         | Lasker                             | 1 - 0                              | 2                                  | 3                                  |
| 6                                  | 29. januar                         | Lasker                             | Schlechter                         | ½ – ½                              | 2½                                 | 3½                                 |
| 7                                  | 30. januar                         | Schlechter                         | Lasker                             | ½ – ½                              | 3                                  | 4                                  |
| 8                                  | 2. februar                         | Lasker                             | Schlechter                         | ½ – ½                              | 3½                                 | 4½                                 |
| 9                                  | 5. februar                         | Schlechter                         | Lasker                             | ½ – ½                              | 4                                  | 5                                  |
| 10                                 | 8. februar                         | Lasker                             | Schlechter                         | 1 - 0                              | 5                                  | 5                                  |